# 梅西尼
梅西尼（法語：Mésigny，法語發音：[meziɲi]）是法国上萨瓦省的一个市镇，位于该省西部偏北，属于阿讷西区。

## 地理
梅西尼（45°59'8"N, 6°0'10"E）面积6.73 平方千米，位于法国奥弗涅-罗讷-阿尔卑斯大区上萨瓦省，该省份为法国东部省份，历史上为薩伏依的一部分，北与瑞士接壤，西接安省，南至萨瓦省，东与瑞士和意大利接壤。
与梅西尼接壤的市镇（或旧市镇、城区）包括：拉巴尔姆德锡兰日、希伊、舒瓦西、萨勒诺沃、锡兰日。

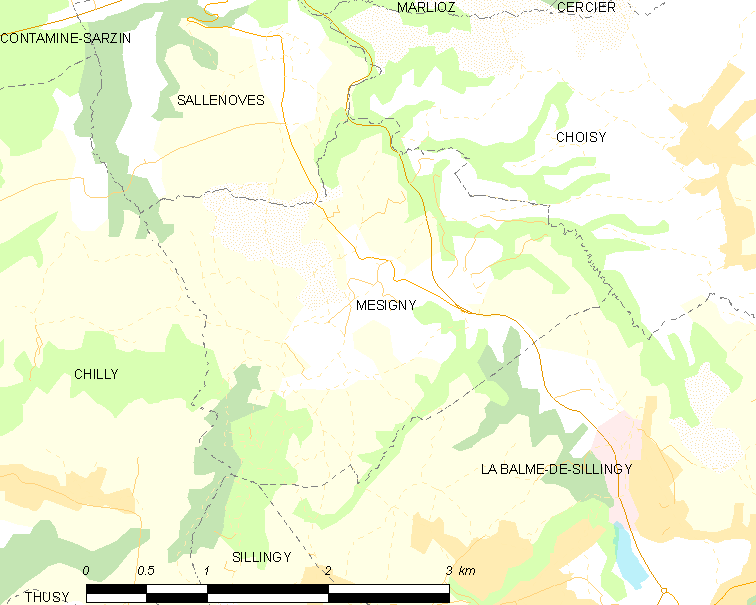
梅西尼的OSM定位图

梅西尼的时区为UTC+01:00、UTC+02:00（夏令时）。

## 行政
梅西尼的邮政编码为74330，INSEE市镇编码为74179。

## 政治
梅西尼所属的省级选区为阿讷西第一县。

## 人口

1962-2008年间梅西尼人口变化图示

梅西尼于2022年1月1日时的人口数量为802人。